# Музей Бардини
Музей Бардини (итал. Il Museo Bardini) — художественный музей во Флоренции, столице Тосканы, расположенный в районе Ольтрарно на Виа дей Ренаи, 37. Находится в ведении муниципалитета Флоренции.

## История
В Средневековье на этом месте находились церковь Сан-Грегорио делла Паче (итал. San Gregorio della Pace — Святого Григория Мирного), основанная семьей Моцци в память о мире, заключенном в 1273 году между гвельфами и гибеллинами, и прилегающий к ней монастырь отцов Бельмориров, подаренный в 1600 году монашествующим.
В 1880 году художник, коллекционер, антиквар и реставратор произведений искусства Стефано Бардини приобрёл комплекс зданий разных эпох, в том числе церковь Сан-Грегорио делла Паче, и превратил между 1881 и 1883 годами эти здания во внушительный дворец, используя для строительства готовые средневековые и ренессансные камни, резные наличники, камины и лестницы, а также расписные кессонные потолки. Проект разработал сам владелец в сотрудничестве с архитектором Коринто Коринти. Владения Бардини включали Палаццо Моцци тринадцатого века, соседнее здание вдоль Виа де Барди, исторический парк, простирающийся на четыре гектара, склоны холма Бельведер (позже названного «Садами Бардини») с великолепным видом, виллу Манарола, гаражи, лаборатории, служебные помещения, выставочные залы и склады. Старый вход в галерею музея Бардини находился на улице Сан-Никколо, 84, в настоящее время он перенесен на противоположную сторону, на улицу Виа дей Ренаи.
Когда Бардини скончался в 1922 году, дворец с находящимися в нём произведениями искусства унаследовал муниципалитет Флоренции. Богатая и разнообразная коллекция, собранная в этом дворце (картины, скульптуры, мебель, керамика, шпалеры, ковры) от античности до барокко, по завещанию владельца была передана городу. Музей, открытый для публики в 1925 году выставкой, которую курировал Альфредо Ленси, был обогащён коллекцией Корси — более чем шестьюстами произведениями XII—XIX веков, подаренными в том же году муниципалитету Флоренции г-жой Фортунатой Каробби Корси.
В 1956, 1967—1968 годах в здании проводились реставрационные работы. В 1999 году музей был вновь закрыт на реставрацию и открыт 4 апреля 2009 года. В музее до настоящего времени действуют реставрационные мастерские, где когда-то работал и преподавал сам Стефано Бардини. Стены на втором этаже здания окрашены в насыщенный синий цвет, выгодно оттеняющий экспонаты коллекции — этот необычный для музейной экспозиции фон получил среди коллекционеров название «синий Бардини».

## Коллекции музея
В музее хранится коллекция, насчитывающая более 3600 произведений искусства: картин, скульптур, рыцарских доспехов, музыкальных инструментов, керамики, монет, медалей и антикварной мебели.
Два зала на первом этаже посвящены Флоренции и её истории, с некоторыми произведениями, перенесёнными с улиц города: «Кабан» Пьетро Такка из фонтана Порчеллино, «Дьяволино» Джамболоньи, «марцокко» с архитрава Палаццо Веккьо (эти произведения на местах были заменены копиями). На первом этаже также находится коллекция скульптур. В мезонине доминирует большое средневековое деревянное Распятие, коллекция резных и расписных кассоне (свадебных сундуков). Вдоль лестницы развешаны старые ковры, в том числе шпалеры высотой 7,50 метра.
На втором этаже музея располагается галерея под названием «Корси», в ней можно увидеть картины и скульптуры известных мастеров разных эпох. Среди наиболее значительных произведений — «Благотворительность» Тино ди Камаино, «Мадонна с яблоком» Донателло, майолика из мастерской делла Роббиа, «Святой Михаил и дракон» Антонио Поллайоло, «Геркулес на распутье» Доменико Беккафуми, картины Гверчино и тридцать рисунков Тьеполо.
- «Кьострина». Портал. Андреа Пизано (?)
- Распятие. XV в. Дерево, роспись
- Тино да Камаино. Благотворительность. 1320-е. Мрамор
- Якопо делла Кверча (мастерская). Мадонна с Младенцем. XV в. Терракота, роспись
- Л. Гиберти (мастерская). Мадонна с Младенцем. XV в. Терракота, роспись
- Донателло. Мадонна с яблоком. Между 1420 и 1422. Терракота
- А. Поллайоло (?). Святой Михаил и дракон. Между 1460 и 1470. Холст, темпера
- Джамболонья. «Дьяволино» с Площади Старого рынка, Флоренция. 1570-1580-е. Бронза
- П. Такка. Кабан (Il Porcellino) с фонтана «Порчеллино», Флоренция, лоджия Меркато Нуово. 1633. Бронза
- Зал мастерских Феррары. XVI в.
- Изобилие (?). «Роббиана» (изделия мастерских делла Роббиа). Флоренция. XV в. Майолика
- Мастерская Джованни делла Роббиа. Три корзины с фруктами. Майолика
- Беккафуми. Геркулес на распутье. 1520-е. Дерево, масло
- Гверчино. Атлас, держащий небесный свод.  1646. Холст, масло
- Камин. XVI в.
- Кассоне (сундук). 1450—1500. Дерево, резьба
- Антаба (дверной молоток). 1590—1610. Бронза
- База. 1550—1610. Бронза
- Ящик (XV в.) на пьедестале (XVI в.). Тоскана